# 結木美咲
結木 美咲（ゆうき みさき、1月10日 - ）は、日本の女性声優。神奈川県出身。プロダクション・エース所属。

## 人物
2020年アミューズメントメディア総合学院声優学科卒。在校中に連盟空軍航空魔法音楽隊ルミナスウィッチーズにマナイア・マタワウラ・ハト役で合格し、2019年7月「Bar KAYO 渋谷2号店」にてデビュー。以降ルミナスウィッチーズのメンバーとして同アニメ声優及び、歌唱を担当。
特技は合気道、動画編集、どこでもすぐ寝れること。 趣味はヘアアレンジ、ダンス、謎解き、店員さんと世間話をすること。

## 出演
太文はメインキャラクター。

### テレビアニメ
2019年
- 旗揚!けものみち（マリア）[1]

2022年
- 連盟空軍航空魔法音楽隊ルミナスウィッチーズ（マナイア・マタワウラ・ハト）[1][5]
- カッコウの許嫁（観光客C）[1]
- 異世界薬局（キアラ、客B、婦人1）[1]
- ラブライブ!スーパースター!!2期[1]

2023年
- 経験済みなキミと、経験ゼロなオレが、お付き合いする話。（女子生徒B）[6][7]

2025年
- 履いてください、鷹峰さん（女子生徒A）[6][8]

### OVA
2023年
- ラブライブ!虹ヶ咲学園スクールアイドル同好会 NEXT SKY[9]

### ゲーム
2022年
- The Lord of the Parties（リア）[1]

2024年
- ヘブンバーンズレッド第四章後編「凍てつく息吹と爆ぜる感情」（男の子）[10]

### オーディオブック
2024年
- 『銀色☆フェアリーテイル 1 あたしだけが知らない街』　（藍沢羽衣、小学館ジュニア文庫、配信日2024年1月10日）[11]
- 『銀色☆フェアリーテイル 2 きみだけに贈る歌』　（藍沢羽衣、小学館ジュニア文庫、配信日2024年2月1日）[12]
- 『銀色☆フェアリーテイル 3 夢、それぞれの未来』　（藍沢羽衣、小学館ジュニア文庫、配信日2024年3月1日）[13]

### その他
- 御室ムスメ（国分最奏）[14][15]
- 黒澤建設工業株式会社（く～みん）[16][17]
- ドゥームズデイRe:LIFE Vol.17 華の声優対抗戦！[18]

### 舞台・朗読劇
| 作品名                                                                                   | 役名         | 公演日                                                          | 主催                             |
| ---------------------------------------------------------------------------------------- | ------------ | --------------------------------------------------------------- | -------------------------------- |
| 舞台『少年秘密倶楽部-零-』再演                                                           | センジュ     | 2024年4月17日 (水) 〜 2024年4月21日 (日)                        | 舞台『少年秘密倶楽部』製作委員会 |
| 第二十一回全校集会"朗読×ACT" 『アイディール・セミナー』                                  | 山田花子     | 2024年12月11日 (水) 〜 2024年12月15日 (日)※出演は11日､12日､13日 | 爆走おとな小学生                 |
| フェアリーテイルシアター リーディングライブ #03 『ブレーメンの音楽隊～ビカムアイドル～』 | 猫娘イリーナ | 2025年3月29日 (土) 〜 2025年3月30日 (日)※出演は30日             | フェアリーテイルシアター         |
| 第二十二回全校集会"朗読×ACT" 『アイディール・セミナー/2nd session』                      | 山田花子     | 2025年4月9日 (水) 〜 2025年4月12日 (日)※出演は9日､10日､11日     | 爆走おとな小学生                 |
| 第二十三回全校集会"朗読×ACT"『アイディール・セミナー/Final session』                     | 山田花子     | 2025年6月4日 (水) 〜 2025年6月8日 (日)※出演は4日､5日､6日        | 爆走おとな小学生                 |
| RICO presents リーディングシアターvol.3『青い鳥』                                        | チルチル     | 2025年9月13日(土)～2025年9月15日(月祝）※出演は13日、15日        | オフィスリコプロダクション       |

### イベント
→ルミナスウィッチーズでの活動については「連盟空軍航空魔法音楽隊ルミナスウィッチーズ」を参照
2023年
- 鳴海米収穫祭2023～よろこびのまい～[27]（6月10日、池袋mono ※ゲスト出演、1部のみ）

2024年
- みさきちワンダーランド[28][29][30]（1月14日、LOFT HEAVEN）
- 御室ムスメと一緒に護摩祈願 2024冬 with 食事作法[31]（2月23日、24日仁和寺※アシスタント出演）
- 御室ムスメから先達へ、心をこめて縁日を 2024 春～ありがとうそしてこれからもよろしく。全力感謝は神秘への道しるべ～[32]（5月3日、4日仁和寺※アシスタント出演）
- 鳴海米収穫祭2024～したしみのまい～[33]（6月2日 、シアターマーキュリー新宿 ※ゲスト出演、2部のみ）
- 鳴海米がち収穫祭2024～ほうさくのまい～[34]（10月19日、稲刈りを含むバスツアー※ゲスト出演）
- おと小授業参観-12月号 -アイディール・セミナー後夜祭[35]（12月26日、渋谷キャストスペース※ゲスト出演）

2025年
- みさきちワンダーランド〜ミラクル・ぴょんだふる・パーティ〜[36]（2月2日、溝ノ口劇場）
- サウンドドラマ公開収録イベント 『Making・Voices』[37]（2月7日、アジギャラリー※ゲスト出演）
- MISHIMALIVE♡Vol.8〜みしまちゃんpresents〜[38]（3月2日、CHIC HALL SHIBUYA※ゲスト出演）
- なるおんえあ〜公開収録!てきな?イベントやっちゃいます‼︎〜[39]（4月5日、池袋mono※ゲスト出演）
- おと小授業参観-4月号 -アイディールセミナーAfter session[40]（4月19日、BUZZ LIVE渋谷※ゲスト出演）
- みっさっとみんなのぴょん祭り♡[41]（5月5日、BUZZ LIVE 渋谷※ゲスト出演）
- 鳴海米がち収穫祭2025！～英雄農民の田植え～[42]（5月18日､オリーブパーク TOKYO※ゲスト出演）
- おと小授業参観-6月号 -アイディール・セミナー/Final session～スペシャルセッション～[43][44]（6月10日､表参道GROUND※ゲスト出演）
- 鳴海米収穫祭2025〜きらめきのまい〜[45]（6月15日、SHIDAXカルチャーホール※ゲスト出演、2部のみ）
- おはようエレメンタリー定期ライブVol.3～あいのちゃん生誕祭～[46]（7月2日、原宿ストロボカフェ※ゲスト出演)
- みっさっとみんなのぴょん祭り♡[47](7月12日、原宿ストロボカフェ※ゲスト出演)
- みっさっとみんなのぴょん祭り♡〜12歳になるんだよ、ね？♡〜[48](9月6日、CHIC HALL SHIBUYA※ゲスト出演)